# Crkva sv. Ante Padovanskog u Svibu
Crkva sv. Antuna Padovanskog, crkva u Svibu, općina Cista Provo, zaštićeno kulturno dobro

## Opis dobra
Crkva svetog Ante Padovanskog stara je župna crkva sela Svib, sagrađena 1747. godine. Jednobrodna građevina, pravokutnog tlocrta s pravokutnom apsidom, orijentirana istok-zapad. Pročelje završava trokutnim zabatom u čijem vrhu je kasnobarokni zvonik „na preslicu“ s tri zvona. Sagrađena je vjerojatno na temeljima ranije crkve, a sigurno na nekadašnjem groblju sa stećcima koje je uništeno novim ukopima. Unutrašnjost crkve u potpunosti je oslikana. Sačuvani su glavni i bočni oltar te drveni kor. Predstavlja lijep primjer pučke arhitekture 18. stoljeća.

## Zaštita
Pod oznakom Z-3690 zavedena je kao nepokretno kulturno dobro - pojedinačno, pravna statusa zaštićena kulturnog dobra, klasificirano kao "sakralna graditeljska baština".